# Антохин, Владимир Иванович
Владимир Иванович Анто́хин (1929—2003) — советский, российский архитектор, заслуженный работник народного хозяйства Карельской АССР (1979), заслуженный архитектор Российской Федерации (2002).

## Биография
Учился в Петрозаводской школе № 9.
В 1951 году окончил Петрозаводский строительный техникум.
После окончания в 1958 году Московского архитектурного института, вернулся в Петрозаводск, работал в проектном институте «Карелпроект».
В 1965—1970 годах — главный архитектор Петрозаводска.
В 1970—1980 годах работал в Совете министров Карельской АССР начальником управления по делам строительства и архитектуры, председателем Государственного комитета Карельской АССР по делам строительства.
Являлся автором и соавтором значимых проектов зданий и сооружений в Петрозаводске и районах Карелии.
В 1981—1986 годах — председатель Карельского отделения Союза архитекторов СССР.

## Семья
Жена — Татьяна Владимировна Антохина (род. 1934), архитектор.

## Сочинения
- Антохин В. И., Антохина Т. В. Баня своими руками // Баня, банька, баенка : любителям и знатокам банного дела. – Петрозаводск. – 1992. – С. 133–169.